# Тюнина, Галина Борисовна
Гали́на Бори́совна Тю́нина (род. 13 октября 1967, Большой Камень, Приморский край, СССР) — российская актриса театра и кино; народная артистка Российской Федерации (2021), лауреат Государственной премии Российской Федерации (2001).

## Биография
Галина Тюнина родилась 13 октября 1967 года в Приморском крае в городе Большой Камень. В школьном возрасте играла в театральной студии в подмосковном Троицке.
В 1986 году окончила Саратовское театральное училище имени И. А. Слонова (курс В. А. Ермаковой), затем два с половиной года работала в Саратовском драматическом театре им. Карла Маркса под руководством А. И. Дзекуна. В 1988 году поступила на актёрский факультет ГИТИСа на курс Петра Фоменко.
С 1993 года Тюнина работает в «Мастерской Петра Фоменко».

## Фильмография
| Год  |   | Название                  | Роль                                          |
| ---- | - | ------------------------- | --------------------------------------------- |
| 1996 | ф | Мания Жизели              | Ольга Спесивцева                              |
| 1999 | с | Директория смерти         | мадам                                         |
| 2000 | ф | Дневник его жены          | Вера Бунина                                   |
| 2002 | ф | Щит Минервы               | Маша                                          |
| 2002 | с | Дневник убийцы            | Аня                                           |
| 2003 | ф | Игра в модерн             | Юлия Крузевич                                 |
| 2003 | ф | Прогулка                  | работница экскурсионного бюро; смотрительница |
| 2004 | ф | Медная бабушка            | Дарья Фикельмон                               |
| 2004 | ф | Ночной Дозор              | Ольга                                         |
| 2005 | ф | Очарование зла            | Марина Цветаева                               |
| 2005 | ф | Дневной Дозор             | Ольга                                         |
| 2006 | ф | Частный заказ             | Анна                                          |
| 2006 | с | В круге первом            | Надя Нержина                                  |
| 2006 | ф | Андерсен. Жизнь без любви | Карен, сестра Андерсена                       |
| 2007 | ф | 20 сигарет                | королева «йогуртов»                           |
| 2009 | ф | Утро                      | Ева                                           |
| 2013 | ф | Дар                       | Амалия                                        |
| 2017 | ф | Матильда                  | великая княгиня Мария Павловна                |
| 2020 | ф | Северный ветер            | Лотта                                         |
| 2020 | ф | Портрет незнакомца        | Пересветова                                   |
| 2023 | ф | За нас с вами             | Эстер Давыдовна                               |
| 2020 | ф | СЛОН                      | Антипина                                      |

### Озвучивание
- 2002 — Андрей Белый. Охота на ангела
- 2008 — Особо опасен
- 2012 — Снежная королева — Снежная Королева
- 2018 — Суспирия — мадам Бланк

## Роли в театре

### «Мастерская Петра Фоменко»
- «Чичиков. Мёртвые души, том второй» Н. В. Гоголя — Ханасарова, Сочинитель
- «Таня-Таня» О. Мухиной — Зина
- «Танцы на праздник урожая» Б. Фрила — Кейт
- «Приключение» М. Цветаевой — Анри-Генриэтта
- «Месяц в деревне» И. С. Тургенева — Наталья Петровна
- «Как важно быть серьёзным» по Оскару Уайльду — мисс Призм
- «Двенадцатая ночь» Шекспира — Оливия
- «Владимир III степени» Н. В. Гоголя — Губомазова, 3-я девушка, Катерина Александровна, Женщина утонувшая в Неве от любви к Собачкину
- «Варвары» по Максиму Горькому — Монахова
- «Балаганчик» А. Блока — Эхо, Пятый мистик, Незнакомка
- «Три сестры» А. П. Чехова — Ольга
- «Семейное счастие» Л. Толстого — леди Сазерленд, Катерина Карловна
- «Отравленная туника» Н. Гумилёва — Феодора
- «Носорог» по Эжену Ионеско — жена Жана II, Домашняя хозяйка, Мадам Беф
- «Волки и овцы» по Александру Островскому — Глафира
- «Война и мир. Начало романа» Л. Толстой — княжна Марья Болконская, Анна Павловна Шерер, графиня Наталья Ростова
- «Безумная из Шайо» Ж. Жироду — Орели
- «Триптих» — Наталья Павловна, Гретхен, Дона Анна
- «Театральный роман» — Поликсена Васильевна Торопецкая
- «Сон в летнюю ночь» — Ипполита, Титания

## Признание и награды
- Народная артистка России (2021).
- Заслуженная артистка России (2004)[8].

### За роли в кино
- За роль О. А. Спесивцевой в фильме «Мания Жизели»
  - Приз российской кинопрессы за лучшую женскую роль
  - Премия Российской Киноакадемии молодым кинематографистам «Зелёное яблоко-97» в номинации «Лучшая женская роль»
  - Приз за лучшую женскую роль на кинофестивале «Новое кино России» в Екатеринбурге
  - Премия кинокритиков за лучший актёрский кинодебют
  - Премия лучшей актрисе кино «Лицо года-96»
- За роль в фильме «Дневник его жены» (2000)
  - Премия за лучшую женскую роль на кинофестивале «Литература и кино» в Гатчине, 2001 г.

### За роли в театре
- За роль в спектакле «Таня-Таня» (1996) — Премия лучшей молодой актрисе театрального фестиваля «Контакт-96» в Польше
- За роль в спектакле «Месяц в деревне» («1997») — номинировалась на премию «Кумир» в номинации «Будущий кумир»
- За роль в спектакле «Варвары» (1999) — номинировалась на премию «Чайка-2000»
- За роли в спектакле «Война и мир. Начало романа» (2001)
  - Национальная театральная премия «Золотая маска» в номинации «Драма: лучшая женская роль», 2002
  - Государственная премия России, 2001
- Премия Фонда Олега Табакова За обретение мастерства, 2001
- За актёрский ансамбль в спектакле «Три сестры» (2004) — Лауреат театральной премии «Чайка» в номинации «Синхронное плавание», 2004
- Лауреат Премии им. К. С. Станиславского, 2004 (За создание ролей в спектаклях последних лет).
- Премия газеты «Комсомольская правда» лучшей актрисе года в 1995 и 1996
- Лауреат молодёжного поощрительного гранта премии «Триумф», 2000.
- За роль в спектакле «Три сестры» Лучшая женская роль «Хрустальная Турандот» 2005
- За роли в спектакле «Триптих» зрительская премия «ЖЖивой театр» в номинации «Лучшая актриса» (2010)